# Aarzoo
Aarzoo (tłum. „Pragnienie”) – bollywoodzki dramat miłosny i kino akcji. W rolach głównych Akshay Kumar, Madhuri Dixit, Saif Ali Khan i Amrish Puri. Reżyserem i operatorem filmu z 1999 roku jest Lawrence D’Souza. Muzyka – Anu Malik. Zdjęcia kręcono w Mumbaju, częściowo w Londynie i Edynburgu.

## Motywy kina indyjskiego
- biznesmen * intryga rodzinna z powodu pieniędzy * przyjaciele * przyrodni bracia * zlecone zabójstwo * pogrzeb hinduski * modlitwa * para, która poznaje się stuknięciami autami (Taxi Number 9211) * pościg autem * Mumbaj * udawanie niewidomego * wymuszony pocałunek * helikopter * pilot * zakochani * adoptowany syn * akcenty chrześcijańskie * nieodwzajemniona miłość * powrót z Anglii * relacja ojciec z synem * rodzic wybiera małżonka (Dhadkan) * miłość od dziecka (Devdas) * wspomnienia z dzieciństwa * lokal * bójka * poświęcenie * zaręczyny * skrzypce (Mohabbatein, Hamesha) * fortepian (Mann) * śmierć w katastrofie lotniczej * ciąża poza małżeństwem (Heyy Babyy, Salaam Namaste, Silsila, Gangster) * aborcja (Salaam Namaste) * wspomnienia o umarłym ukochanym * ślub hinduski * noc poślubna * relacja małżeńska * szpital * narodziny syna * śmierć matki * uratowany z katastrofy lotniczej * zawiedziony kochanek * zemsta * pożar * sindur* obietnica * próba samobójcza * motor * porwanie

## Fabuła
Dayashankar (Amrish Puri) jest świadkiem zamordowania swojego przyjaciela. Rajpul zostaje zastrzelony na oczach swojego małego synka. Po jego śmierci Dayashankar wychowuje Amara jak własnego syna. Razem ze swoją córką Pooją. Dorósłszy Amar (Saif Ali Khan) nie widzi już w Pooji (Madhuri Dixit) siostry. Z radością przyjmuje propozycję ojca aranżującego ich małżeństwo. Jednak, gdy okazuje się, że Pooja jest zakochana w odważnym i zabawnym lotniku Vijayu Khannie (Akshay Kumar), Amar wyrzekając się swej miłości, żarliwie przekonuje ojca, aby uszczęśliwił Pooję pozwalając jej poślubić ukochanego. Podczas zaręczyn z trudem ukrywa ból, jaki sprawia mu widok miłości, jaką Pooja darzy innego mężczyznę. Wkrótce w rodzinie dochodzi do kolejnego dramatu. Vijay ginie w katastrofie lotniczej. Rozpacz Pooji pogłębia fakt, że nosi ona w sobie jego dziecko. Aby uniknąć wstydu Dayashankar domaga się aborcji dziecka. Życie dziecka zostaje ocalone dzięki decyzji Amara. Poślubia on swoją ukochaną dając nazwisko synowi Vijaya. Po dwóch latach szczęśliwego małżeństwa w ich życiu pojawia się Vijay.

## Obsada
- Akshay Kumar – Vijay Khanna
- Saif Ali Khan – Aman
- Madhuri Dixit – Pooja
- Amrish Puri – Dayashankar
- Reema Lagoo – Parvati
- Paresh Rawal – Kailash Nath
- Aruna Irani – Mama Lucy
- Mukesh Rishi – C.L. Mishra

## Muzyka i piosenki
Muzykę do filmu skomponował Anu Malik, twórca muzyki do takich filmów jak: Akele Hum Akele Tum, Chaahat, Miłość, Border, China Gate, Refugee, Fiza Aśoka Wielki, Aks, LOC Kargil, Tamanna, Kalyug, Ishq Vishk, Murder, Fida, No Entry, Humko Deewana Kar Gaye, Zakochać się jeszcze raz,  Umrao Jaan, czy Paap. Nagroda Filmfare za Najlepszą Muzykę za Baazigar i Jestem przy tobie.
1. Ab Tere Mere Dil Me – śpiewają Alka Yagnik, Kumar Sanu
2. Dosti Kar De Alka Yagnik, Kumar Sanu
3. Jaimatha Jaimatha Sonu Nigam
4. Main Aa Rahan Hoon Udit Narayan
5. Miljaathe Jo Pyar Me Alka Yagnik, Kumar Sanu
6. Rabba Rabba I Love You Sonu Nigam
7. Thu Soni Kudi Kya Anu Malik, Udit Narayanan

## O twórcach filmu
- Madhuri Dixit, która aż siedem razy wystąpiła z Anil Kapoorem i pięć z Shahem Rukh Khanem z Akshay Kumarem zagrała w parze jeszcze tylko raz, dwa lata wcześniej, w 1997 roku w Dil To Pagal Hai. Z Saif Ali Khanem wystąpiła tylko w tym filmie.
- Saif Ali Khan wystąpił z Akshay Kumarem w parze jeszcze w pięciu filmach Yeh Dillagi (1994), Main Khiladi Tu Anari, Tu Chor Main Sipahi, Keemat i w 2008 roku w filmie Tashan.